# Njala Quan SA
El Njala Quan SA es un equipo de fútbol de Camerún que juega en la Segunda División de Camerún, la segunda liga de fútbol más importante del país.

## Historia
Fue fundado el 15 de setiembre del año 2000 en la ciudad de Limbé por Henry Njala Quan, dueño y fundador del club que lo creó como una academia de fútbol juvenil, que con el tiempo se volvió grande y actualmente juega en la Primera División de Camerún, aunque nunca ha sido campeón de la máxima categoría ni han sobresalido en los torneos de copa en Camerún.